# Andrew Cuomo
Andrew Mark Cuomo (New York, 1957. december 6. –) amerikai jogász, demokrata párti politikus, 2021. augusztusig New York állam kormányzója.

## Élete
1957 decemberében született New Yorkban, klasszikus olasz bevándorlócsalád második gyermekeként. Apja Mario Cuomo, New York állam későbbi kormányzója. Középiskolai tanulmányait befejezve felvételt nyert a bronxi Fordham Egyetemre (melyen 1979-ben végzett), majd 1982-ben jogi diplomát szerzett az Albany Law Schoolban.
1986-ban hozta létre a hajléktalanok lakáshoz jutásával foglalkozó Housing Enterprise for the Less Privileged (HELP) nevű nonprofit szervezetet. Az itt szerzett tapasztalata nagyban hozzájárult ahhoz, hogy Bill Clinton 1993-ban a lakásügyi és városfejlesztési miniszterré, négy évre rá pedig a minisztérium tárcavezetőjévé nevezte ki. 39 évesen a legfiatalabb kabinettag lett azóta, hogy John F. Kennedy az öccsét, Robertet nevezte ki legfőbb ügyésszé.
1990-ben éppen Robert Kennedy egyik lányát, Kerryt vette feleségül, akitől három lánya született. Miután házasságuk megromlott, felesége 2002 szeptemberében elindította a válópert, röviddel azt követően, hogy Cuomo visszalépett a New York-i kormányzóválasztástól. Az ingatlanszakmában és New York-i főállamügyészként eltöltött évek után a 2010-es kormányzóválasztást megnyerte, majd kétszer is sikerült neki újráznia. 2018-ban a Szex és New York tévésorozatból ismert Cynthia Nixon volt a kihívója a demokrata előválasztáson.
Kormányzóként sikerként könyvelhette el, hogy elérte New York államban a melegházasság és az orvosi marihuána legalizálását, a fegyvertartási szabályok szigorítását, öt évtized után új hidat építtetett a Hudson folyón – amit a 2015-ben elhunyt apjáról neveztek el –, és renováltatta a New York-i LaGuardia repülőteret.
2020 vége óta Cuomo ellen több szexuális zaklatási vád is előkerült. 2021 áprilisára összesen 11 nő lépett elő a kormányzóval kapcsolatos történeteiről. Egy 2021. augusztus 3-án nyilvánossá tett jelentés szerint New York állam főügyésze, Letitia James azt írta, hogy Cuomo szexuálisan zaklatott több nőt is hivatali ideje alatt. Ezen hírek megjelenése után Joe Biden elnök, Nancy Pelosi, az Egyesült Államok Képviselőházának elnöke, Chuck Schumer, Kirsten Gillibrand, a teljes állami gyűlés és további demokrata politikusok is felszólították, hogy mondjon le. A kormányzó után szexuális zaklatás vádjával nyomozás indult Manhattan, Nassau, Westchester és Albany megyékben. 2021. augusztus 10-én Cuomo bejelentette, hogy 2021. augusztus 24-i hatállyal lemond.
2025-ben elindult New York polgármesteri posztjáért, de a demokrata előválasztáson kikapott Zohran Mamdani államgyűlési képviselőtől. Mamdani győzelme meglepő volt, hiszen pár hónappal korábban a közvéleménykutatásokon akár 30%-kal a korábbi kormányzó mögött szerepelt. Cuomo a saját maga által alapított Fight and Deliver párt színeiben ettől függetlenül elindul a választáson.